# 毛利隆元
毛利隆元（1523年—1563年9月1日），是日本戰國時代的武將、中國地方大名謀神毛利元就的長男。毛利家第十三代家督。親胞弟有吉川元春、小早川隆景，異母弟則有穗井田元清、椙杜元秋、出羽元俱、天野元政、末次元康、小早川秀包。

## 生平

### 大內人質
1523年（大永三年），安藝國的國人勢力毛利氏宗家迎來了悲哀的一年，年僅九歲的家督堂兄毛利幸松丸夭折，比早逝的伯父毛利興元晚了七年，亦追隨而去。而就在這悲哀的一年，多治比猿掛城內的父親元就和母親妙玖迎來了他們的第一個孩子。二十七歲得子的元就欣喜的給兒子命名為千代壽丸，初為人父母的兩人都希望兒子能健康長壽，不要像堂兄幸松丸般的不幸早夭。
1537年（天文六年），父親元就毅然脫離尼子氏，正式從屬於大內氏，年僅十四歲的千代壽丸離開父母的身邊，欲赴山口館。家中宿老志道廣良、國司元相一同隨行。行前元就囑咐廣良：“務以仁道授之，此子乃吾家未來之棟樑。”廣良默默稱是，相伴經年，以未來主君的方式來培養年少的千代壽丸，並時常教導隆元『君是船，臣是水』、『正因為有水，船才能浮在水面上』(有家臣的輔佐，領主才能統治領國)的道理，成為佳話。千代壽丸一行抵達山口境內大藏山東麓，夜宿於琉璃光寺。義隆命人送樽折一桶飧之。千代壽丸抵達山口館後，拜見大內義隆。參見完畢後千代壽丸跪坐在大內義隆正對面，行止有禮，溫和謙雅。大內義隆十分高興，命千代壽丸與其共舞，舞畢後還親送千代壽丸到外廊。面會千代壽丸的大內氏眾家臣例如：【內藤興盛(長門守護代、隆元未來岳父）、江良房榮、陶隆房、天野隆綱、弘中隆包（同是大內氏人質）】對他的評價也都很好，也與其十分交好相善。千代壽丸以其個性誠實大度和謙虛優雅深得人心，深得大內義隆的喜愛與器重。義隆甚至在他到山口館的十二天后即決定親自為其元服。義隆親自擔任烏帽子親，授烏帽子並賜予自己義隆名字中的“隆”字給千代壽丸，再取毛利氏的通字“元”，全名為毛利少輔太郎隆元。
1540年（天文九年），尼子家動員三萬大軍征討吉田郡山城，是為吉田郡山城之戰，父親毛利元就僅有兩千四百人苦苦支撐。憂心如焚的隆元向大內義隆予以求情，並以生命逼迫：“若大內殿下不予以相助毛利家，隆元便切腹死於此處，好與父親地下團圓”隆元平日結交許多大內氏家臣，許多大內家臣(包含陶隆房在內)紛紛同意他的說法，最後大內義隆終於決定以陶隆房為軍隊統帥率軍一萬，作為援軍前往救援毛利家，與吉田郡山城內的守軍毛利軍，內外夾攻。得到大內家支持的毛利軍士氣受到鼓舞不受動搖後便氣勢如虹，並於次年一月徹底擊潰了尼子軍。此後不久，隆元即獲得義隆的認可與准許回到安藝吉田郡山城，結束了自己長達四年在大內山口館的人質生活。
當初作為大內家人質並離開父親元就身邊時的隆元年僅十四歲，返回安藝吉田郡山城已是十八歲的人，這時兩個弟弟都已經長大，元春十一歲，隆景則是八歲。身為長兄的隆元氣質比兩個弟弟都要沉穩得多，行事也逐漸體現出一門之主的風範。還在大內家時，陶隆房在一次狩獵後親贈名馬近江黑給隆元，元春十分鍾意這匹駿馬，隆元毫不猶豫的就把近江黑轉送給了二弟元春。
1541年（天文十年），尼子家雄主雲州之狼尼子經久以八十三歲高齡病逝於月山富田城，尼子經久臨終前授意表兄吉川興經、本城常光、三澤為清、三刀屋久扶等人佯裝拋棄尼子方而投靠大內方，以便作為內應。興經透過毛利元就的聯絡，投入大內陣營。
1542年（天文十一年），大內義隆眼見眼中釘的老對手已死，便偕同附近眾多國人眾勢力(包含安藝毛利家)一起進攻尼子家的月山富田城，爆發了月山富田城之戰。隆元也在此戰中進行初陣，然而大內義隆乘勢結集連合軍五萬人遠征出雲，務必攻下月山富田城，一舉消滅尼子家。尼子家的尼子國久、牛尾幸清等人奮力抵抗大內連合軍，然而月山富田城也是號稱易守難攻的山城之一，月山富田城就在聯軍的包圍下，戰意漸漸消散且兵無鬥志，糧草也逐漸不支，就在這個緊要關頭，尼子經久的遺計令整個戰局瞬間扭轉。來自石見、出雲、安藝等地的大內連合軍約十三個部隊裏面，有多達七個部隊、約一萬人同時寢反回歸尼子陣營，包含表兄吉川興經也倒戈向大內軍進攻。眼看敵軍瞬間增多，大內義隆匆忙下令撤退，命令毛利家為殿軍負責殿後抵抗尼子軍的追殺，毛利元就的家臣渡邊勝的幫助下，與主公毛利元就互換頭盔，便大聲向後反攻，大喊我就是毛利元就，來吸引後方追殺而來的尼子軍注意，毛利元就迅速率領隆元與毛利家臣撤出戰場快速返回吉田郡山城。一同與毛利元就成為殿軍的小早川正平戰死在出雲鳶巣川，享年二十一歲。長男小早川繁平繼承了沼田小早川家督，分家方面竹原小早川當主小早川興景與前一年毛利元就一起受到大內氏命令進攻安藝武田氏的佐東銀山城於陣中病死，享年二十三歲。兩位小早川當主英年早逝，為後續毛利兩川制度埋下伏筆。因恐在撤退時遭遇倒戈國人眾襲擊，義隆改走水路，不曾想大內家下一任家督養嗣子大內晴持卻不慎落海而亡。經此一戰，義隆自此心灰意冷，對擴張領地的野心消失殆盡，大內氏呈現出衰退性的跡象，另一方面，則是尼子氏勢力的回復，迎向極盛時期。

### 繼任家督蠶食大內
1545年（天文十四年），母親妙玖夫人病逝。痛失正室的父親元就公惋惜無比。隆元亦奉父命夜夜頌經三百，為母親祈求冥福。
1546年（天文十五年），父親毛利元就在召開軍議時，宣布退位隱居並讓家督一職由隆元繼承，然而讓出家督之位只是形式上，隆元雖有仁孝謙和品德高雅的評價，但也有優柔寡斷的負面評價，元就在幕後協助隆元。一來這是身為長子的隆元日後必須扛起毛利家的責任，讓他提早接觸政務建立威望培養家臣有利無弊；二來恐怕就是元就打算退居幕後暗中使出計謀趁機統一安藝國。
1548年（天文十七年），二弟元春與妻子新莊局（熊谷信直之女）誕下嫡子鶴壽丸(即日後的吉川元長)。父親毛利元就偕同三子，長男毛利隆元、次男吉川元春、三男小早川隆景同赴山口館拜見大內義隆，並定下了隆元與內藤興盛之女妙壽的婚事。
1549年（天文十八年），大內義隆認妙壽為養女，嫁予隆元，是為尾崎局。
1551年（天文二十年），令隆元震驚的事情發生了，先前原來當年1542年（天文11年）時，攻擊尼子氏主城－月山富田城，大內軍被尼子晴久所擊敗；當時大內義隆的外甥兼養嗣子大內晴持戰死陣亡。
大內義隆失去了對擴張領地的野心，開始沉溺於京都文化，和歌茶會蹴鞠等文化，並重用文治派的相良武任；文治派與武斷派的陶隆房、內藤興盛長期對立。
大內氏重臣陶隆房（即陶晴賢）不願主君大內義隆日漸意志消沉使得大內家逐漸勢力衰退，與被架空權力而感到不滿，而聯合重臣豐前守護代杉重矩、隆元的岳父內藤興盛舉兵謀反，合兵5000餘騎，急襲正在山口築山館的大內義隆。眼見回天乏術，義隆遂切腹於湯本大寧寺，時年44歲，是為（大寧寺之變）。感到又驚又怒的隆元雖欲大內義隆報仇，但此時的毛利氏正與尼子氏激戰，隆元也只得壓抑忍耐怒火。
1553年（天文二十二年），結婚四年的隆元和正室夫人尾崎局有了自己的孩子幸鶴丸即日後的毛利輝元，此時的隆元三十一歲，剛過而立，而毛利氏的勢力版圖正在逐步擴大。
1555年（弘治元年），擊退尼子氏的攻勢後，終於騰出雙手來向西邊的大內家復仇。毛利軍4000人，陶軍20000，在兵力上是絕對劣勢的毛利軍主力在一個暴風雨之夜登上嚴島。與此同時，小早川軍與宮尾城的防禦部隊會合，並於天亮之前完成了對陶軍的夾擊之勢。嚴島的海域上則歸入到毛利直屬水軍和小早川氏水軍的掌控，因島的村上氏早已加入毛利一方，隆景遣乃美宗勝說服能島水軍。而來島水軍在剛開始搖擺不定保持中立，來島通康與雙方商討條件之時，父親元就慨然曰：“吾只求一日之渡，若是吾軍勝，何愁無舟可返？若吾軍敗，唯有一死而已！”通康感佩不已，遂加入毛利一方。隨著水軍眾的加入，戰況急轉直下，陶軍大潰，晴賢戰敗身死。是為嚴島之戰，奠定了毛利氏在中國地區和瀨戶內海的霸主地位。毛利軍大敗陶晴賢後，經過防長經略後，併吞了原來大內氏的領地、
1557年（弘治三年），父親實際隱居並將實際家督權力一併交付隆元，隆元在接受父親的家督之位後，親赴山口，為當年替自己舉行元服的大內義隆執禮哀悼，並在築山館故跡興建龍福寺，供奉義隆牌位，告祭義隆在天之靈。
毛利兩川體制逐漸穩固，再加之婿家宍戶氏，實際上毛利氏已經完全統一了安藝。期間隆元的表現讓父親元就十分欣慰，隨著毛利氏勢力的擴大，隆元妥善的分派領地，因功封賞，家臣團亦相當忠誠且替隆元盡心盡力。在妥善分配領土一事上顯示出他即不像二弟元春可用過人的勇武讓家臣信服、也既不像三弟隆景擁有出色的智謀能使家臣信服，但卻因為仁義孝順且謙虛溫和的個性擁有無與倫比的領導團結能力使家臣擁戴，足以統御嚴島會戰後實際成為西國第一大名的毛利氏。

### 染指九州進攻大友
1558年（永祿元年），毛利元就為了控制關門海峽，與佔領筑前國豐前國兩國五十萬石的領地，命令三弟小早川隆景的海軍出陣，進攻九州北部的門司城，是為第一次門司城之戰。為此毛利元就攏絡九州北部秋月家等國人眾勢力，掀起反大友的旗幟。然而大友軍派出號稱大友雙壁的雷神戶次鑑連(立花道雪)進行反攻，小早川隆景攻落了門司城，趕跑大友方城將怒留湯直方，以仁保就定為城將配置三千兵力，並且毛利隆元開始調略筑前、豊前方面諸豪族，拉攏了宗像氏、長野氏、筑紫氏進行反大友的軍事行動，戶次鑑連為此先與田原親宏、吉弘鑑理等將先進行前往鎮壓。大友家為了確保豐前的領土，10月13日戶次鑑連率家臣安東連之、綿貫吉敬與田原親宏、臼杵鑑速、臼杵鎮續、吉弘鑑理、齋藤鎮實等1萬5千大友軍於豐前柳浦迎擊毛利軍，這時鑑連率領精銳弓箭隊八百名攻擊毛利軍，並在數支箭上綁上寫有「戶次伯耆守鑑連隨時候教」的字條以激烈的齊射箭雨射向毛利軍，此戰造成二弟吉川元春、三弟小早川隆景總崩潰，15日大友軍成功奪回門司城。此後毛利軍中，傳開了大友家名將戶次鑑連的名字，武名逐漸廣傳於多個地區。(第一次門司城・柳浦之戰) 同時大友軍進攻了毛利方的豐前松山城，此戰筑後星野氏配下七人眾之筆頭的樋口越前守実長為大友軍奮勇作戰。
1559年（永祿二年）1月秋月文種之子秋月種實受舊臣深江美濃守以及毛利家的援助擊退了古處山城的大友軍，並與天拜山城主筑紫惟門聯繫再次對抗大友家，大友宗麟為此以田北鑑生為總大將，以軍監佐藤刑部丞為先鋒佈陣於天拜山城下的真光寺，率筑後國人蒲池鑑盛、問註所鑑晴、星野鑑泰、田尻親種、小河鑑昌、麥生民部大輔及肥前犬塚尚家等進行包圍，卻於4月2日的第一次侍島之戰敗於筑紫惟門的釣野伏戰術，佐藤刑部、鑑晴、鑑泰、鑑昌、尚家及麥生民部兄弟戰死，田尻親種之弟的種廉、種增以及曾祖叔父之種任等一族戰死甚多。
8月至9月25日，筑前的大友軍立花鑑載、怒留湯直方、支援麻生鎮氏(宗像鎮氏)率數千進攻北九州國人神官豪族宗像氏貞的領地，先後攻陷了占部尚安的許斐山城、蔦嶽城並進至氏貞居城白山城，氏貞棄城，搭船逃往北邊離島的大島。其間於8月22日，豐前國人以花尾城的麻生隆實為首，該區域的浪人們亦被毛利元就策反及扇動，門司城、香春岳城等又受到浪人一揆的佔據。 大友軍接著於9月26日又攻下遠賀郡麻生隆守的岡城，趁勢又往東北攻下麻生家助、麻生元重、麻生次郎父子的山鹿城、古賀城，且驅逐鞍手郡龍岳城、田川郡香春岳城的杉連緒勢力，一方面又派水軍攻向大島但遭擁護宗像氏貞之島民強烈反抗而未能攻下。
9月16日，大友義鎮以田原親宏、田原親賢、佐田隆居率軍攻向門司城，對此毛利軍以毛利隆元、小早川隆景作為門司城之後援出陣。隆景以兒玉就方封鎖海上通路、並命乃美宗勝將軍勢上陸於門司及小倉之間，遂遮斷大友軍的退路，大友軍無法持續戰線只能撤退。但26日、田原、佐田等大友軍又再度進攻門司城討殺城將波多野興滋、波多野兵庫、須子大蔵丞而再次取回門司城，亦攻下麻生隆實的花尾城。然而翌年永祿3年（1560年）12月，毛利方仁保隆慰又奇襲奪下了門司城。(第二、第三次門司城之戰)
永祿6年（1563年）1月，因松山城是個倚海難攻的要害久攻不落，且毛利隆元及小早川隆景又帶大軍到來，兩軍對陣一段時日後大友軍最終撤退。27日道雪因其生家・戸次家世代為足利將軍家特別陪臣的出身之故，擔任大友家的幕府仲介人受足利義輝之承諾，轉達幕府方的文書給宗麟將進行「豐藝和談」。5月，義輝對大友的使者・久我通興及對毛利的使僧・聖護院道增終於分別到達豐後及安藝進行合解勸說

### 壯志未酬不惑而逝
1563年（永祿三年），毛利元就為了能迅速終結與尼子家的最終決戰，令隆元與三弟隆景前往講和並說服大友家停戰，迅速前來與本隊會合，在解除後顧之憂後，在參加尼子征討戰時，毛利隆元欲回返回父親元就所在的出雲本陣地時，突然接收到一封邀請函，順道參加備後豪族和智誠春宴請會宴後猝死，死因不明，有食物中毒和被病死的說法，還有被尼子派來的刺客潛伏進會宴中刺殺說。享年四十一歲。
其父元就因此令和智誠春、柚谷新三郎、湯谷又八郎、湯谷又左衛門、赤川元保等涉案嫌疑人自殺謝罪。
隆元的為人被評論是個孝子，有仁心，表裡如一之人、但從毛利元就留下的書信中看出他對隆元有優柔寡斷的感嘆、因此後世認為這是毛利元就雖讓位給他但仍繼續掌有實權的原因。

一般後世對毛利隆元的印象不深且不如他兩位傑出的二弟吉川元春和三弟小早川隆景，以及他的兒子毛利輝元。

## 歷任官位
※日期為陰暦
- 1537年（天文6年）12月19日、行成年禮、受大内義隆賜與「隆」字、取名隆元。
- 1547年（天文16年）8月3日、任官備中守。
- 1560年（永祿3年）2月15日、敘任從五位下大膳大夫。
- 1561年（永祿4年）12月8日、任幕府之相伴眾官位。
- 1562年（永祿5年）5月18日、晉升從四位下大膳大夫如元。
- 1563年（永祿6年）8月4日、去世。享年41歲　　法號：常榮寺殿光祿大夫華溪大禪定門　　墓地：廣島縣安藝高田市吉田町吉田大通院遺址。山口市宮野下常永寺
- 1908年（明治41年）4月2日，追封正三位。